# (464398) 2016 BJ13
(464398) 2016 BJ13 es un asteroide perteneciente al cinturón de asteroides, descubierto el 2 de marzo de 1997 por el equipo Spacewatch desde el Observatorio Nacional de Kitt Peak (Arizona, Estados Unidos).